# Cottanello
Cottanello é uma comuna italiana da região do Lácio, província de Rieti, com cerca de 566 habitantes. Estende-se por uma área de 36 km², tendo uma densidade populacional de 16 hab/km². Faz fronteira com Configni, Contigliano, Greccio, Montasola, Stroncone (TR), Vacone.

## Demografia
| Variação demográfica do município entre 1861 e 2011                               |
|                                                                                   |
| Fonte: Istituto Nazionale di Statistica (ISTAT) - Elaboração gráfica da Wikipedia |